# Fatoe Switiegebergte
Het Fatoe Switiegebergte is een gebergte in Sipaliwini, Suriname. Het hoogste punt is een piek van 375 meter hoog.
Gouverneur Cornelis Lely besloot in 1902 tot de bouw van de Lawaspoorweg door de overheid. Via het spoor moest goud worden getransporteerd van de voet van het Fatoe Switiegebergte naar Paramaribo. De spoorweg van 350 kilometer werd slechts voor de helft aangelegd omdat de goudvondsten tegenvielen. Sinds 1998 heeft Golden Star Resources een basis bij dit gebergte op een afstand van 17 kilometer van Benzdorp.